# مغازه دست‌دوم‌فروشی
مغازه دست دوم فروشی (انگلیسی: Second-hand shop) مغازه‌ای است که کالاهایی را می‌فروشد که نو نیستند.
انواع مغازه‌های دست دوم فروشی وجود دارد که معمولاً هرکدام در یک کالای خاص تجارتی فعالیت می‌کنند.

## عتیقه فروشی
عتیقه فروش کالایی که دارای قدمت یا کیفیت برتر هست و در نتیجه از قیمت بیشتری برخوردار است را عرضه می‌کند. معمولاً تفاوت یک جنس عتیقه از یک جنس اوراق همیشه قابل تشخیص نیست.

## نمایندگی فروش خودرو
نمایندگیهای خودروهای جدید در برخی از کشورها معمولاً خودروهایی را که در مالکیت دیگری است و انواع و قیمتهای مختلف دارد را نیز عرضه می‌کنند. به‌علاوه در همین فروشگاه‌ها خودروهای دست دوم هم در معرض فروش هستند.

## بنگاه‌های صرفه‌جویی
بنگاه‌های صرفه‌جویی چیزی نظیر سمساری است اما برای یک هدف خیریه‌ای برپا شده‌اند. این بنگاه‌ها معمولاً در موضوع لباس کار می‌کنند. نوع لباسهایی که برای فروش هدیه می‌شود بستگی به محیط دارد. در آمریکا این بنگاه‌ها را فروشگاه‌های محرومین می‌خوانند.

## از دور خارج
مغازه از دور خارج عبارتی است که در آمریکای شمالی به مغازه‌های دست دوم فروشی گفته می‌شود.

## مغازه مجانی
در مغازه مجانی همه چیز بدون قیمت عرضه می‌شود. بعضی از این مغازه‌ها به‌شکل مبادله [کالا] کار می‌کنند و از مشتریان خواهان این هستند که اقلامی را در مقابل به آنها ببخشند.

## مغازه سمساری
در مغازه سمساری انواع کالاها فروخته می‌شود. بهترین سمساریها انواع کالاها را عرضه می‌کنند تا بالاخره معامله‌ای را با مشتری جوش بدهند. در این مغازه‌ها کالاهای عتیقه هم عرضه می‌شود.

## محوطه قطعات یدکی
در محوطه قطعات یدکی اجزاء یدکی خودرو فروخته می‌شود.

## فروشگاه‌های اقلام موسیقی
در این فروشگاه‌ها انواع سازها و آلات موسیقی دست دوم عرضه می‌شود.

## فروشگاه مبلمان اداری
در اینگونه فروشگاه‌ها عمدتاً اقلام دست دوم ولی نه یک گروه مشخص فروخته می‌شود.

## فروشگاه گروی
در فروشگاه گروی اقلام مستعمل که گروی بوده‌اند ویا توسط افراد عرضه می‌شود را در معرض فروش می‌گذارد.

## فروشگاه اقلام از مد افتاده
فروشگاه از مد افتاده مخصوص عرضه اقلامی است که مد آنها یا خود آنها قدیمی شده‌اند.

## فروشگاه اقلام اضافی
در فروشگاه‌های اقلام اضافی معمولاً لوازم مازاد بر نیاز ارتشها برای فروش عرضه می‌شود.

## کتاب دست دوم فروشی
کتاب دست دوم فروشی کتابهای و انواع مطبوعات مصرف شده را بفروش می‌رساند. معمولاً این نوع فروشگاه‌ها در شهرهای دانشگاهی قرار دارند.

## فروشگاه بازی ویدئویی
فروشگاه بازی ویدئویی اکثراً در فروش بازی ویدئویی تخصص دارند. قطعات یدکی و نیز اقلام نو را هم عرضه می‌کنند.

## فروشگاه‌های موقت
مردم معمولاً وسایل مصرف شده خود را جلو در خانه خود تحت عنوان حراج وسایل منزل پهن می‌کنند. در لندن مردم خرید و فروش خود را از میادینی که car boot sale نام دارد انجام می‌دهند. فروشندگان خودروهای خود را که پر از کالاهای نو و دست دوم است به این میدان‌ها منتقل می‌کنند و آنجا اجناس انباری خود را می‌فروشند.